# 위저드리: 광왕의 시련장
《위저드리: 광왕의 시련장》은 서테크가 제작한 1981년 롤플레잉 비디오 게임이다. 애플 II로 처음 출시됐으며 《위저드리》 시리즈의 첫 번째 작품이다. 본래 1980년 보스턴 컴퓨터 전시회에서 베타판이 선판매됐으며, 이후 1981년 완성판이 발매됐다.
《위저드리: 광왕의 시련장》은 《던전 & 드래곤》 게임플레이를 본격적으로 도입한 초기 롤플레잉 컴퓨터 게임으로, 같은 부류의 게임들 중 컬러 그래픽을 지원한 첫 번째 게임이다. 또한 《위저드리》는 롤플레잉 비디오 게임 사상 최초로 서로 다른 직업을 가진 플레이어 캐릭터들로 진행하는 것을 권장하는 파티 기반 게임플레이를 도입했다.
애플 II판 출시 이후 《위저드리: 광왕의 시련장》은 코모도어 64와 매킨토시같은 타 컴퓨터 기종에 이식됐고, 일본에서는 FM-7, PC-9801, 샤프 X1같은 일본 컴퓨터제 이식판으로서 수출됐다. 일본에서는 《울티마》 시리즈와 함께 훗날 《드래곤 퀘스트》나 《파이널 판타지》같은 일본의 롤플레잉 비디오 게임들에 지대한 영향을 끼친 게임으로 꼽힌다. 일본에서 개발된 가정용 게임기 이식판이 패밀리 컴퓨터, PC 엔진 CD, 슈퍼 패미컴, 게임보이 컬러, 원더스완 컬러 등으로 출시됐다. 이 중 일부는 이후 삼부작을 이루는 《위저드리 II: 다이아몬드의 기사 (1982)》와 《위저드리 III: 릴가민의 유산 (1983)》과 같이 엮어 발매됐다.

## 반응
1981년 9월 출시된 애플 II판 《위저드리: 광왕의 시련장》은 그 해 가장 인기있는 애플 II 게임이 됐다. 1982년 6월 30일 기준으로 24,000장이 판매돼 당시 북미의 컴퓨터 RPG 중 최고 판매량 순위권에 진입했다. 당시 기준으로 비슷한 장르의 게임 《아프샤이의 신전 (1979)》은 30,000장, 《울티마 I (1981)》은 20,000장 판매됐다.

## 참조

### 내용주
1. ↑  베타판은 1980년에 판매.[2]
2. ↑  영어: Wizardry: Proving Grounds of the Mad Overlord